# Прага E-40
Прага E-40 (чеш. Praga E-40) је чехословачки школски-тренажни, двоседи, једномоторни двокрилац за основну обуку војних пилота. Производила га је фирма Прага, први лет авиона је извршен 1937. године.

## Пројектовање и развој
Министарствo јавних радова и Mинистарство народне одбране Чехословачке су 1937. годнине постигла договор на основу кога је дефинисан захтев за пројектовање и израду лаког школско-тренажногг авиона који ће се користити у цивилним пилотским школама и аероклубовима. Интересовање за пилотљажу је било велико а и потребе за пилотима због наилазећег рата је такође било значајно. На основу проширене техничке базе цивилних авио школа и аеро клубова увођењем новог школско-тренажног авиона могао се решити тај проблем. Планирани авион је требао да буде лакши са мотором мале снаге, лак за управљање и економичан у експлоатацији. Све ове карактеристике није имао авион  Прага BH-39 (E-39) који се користио у војним пилотским школама.
На основу дефинисаног захтева инж. Јарослав Шлехта са својим тимом је конструисао авион Прагу Е-40 а фирма ЧКД Прага је произвела три прототипа овог авиона.  Авион је лаки тренажни двокрилац Е-40. са отвореним, непокривеним тандем кокпитима. Први од три произведена прототипа полетео је почетком јула 1937.

## Технички опис
Авион Прага E-40 је двоседи, једномоторни двокрилац мешовите конструкције.  
Носећа конструкција трупа авиона је била потпуно направљена од заварених челичних танкозидих цеви високе чврстоће а оплата највећим делом од импрегнираног платна. Труп је био претежно елиптичног попречног пресека.
У авион је уграђен четвороцилиндрични линијски ваздухом хлађени мотори  Walter Minor снаге 85 KS.
Крила су била дрвене конструкције, релативно танког профила са две рамењаче. Горње површине оба крила су била пресвучена импрегнираним платном а доње површине су биле обложене дрвеном лепенком. Оба крила су имала облик правоугаоника са полукружним завршетком, стим што је горње крило било померено према кљуну авиона у односу на доње. Крила су у односу на труп била благо стреласта.
Конструкције репних крила и вертикални стабилизатор као и кормило правца и висине су била направљена од дрвета пресвучена платном.
Авион је имао класичан фиксни стајни трап са две ноге на којима су били точкови опремљени гумама нисоког притиска напред и на репу авиона еластичну дрљачу.

## Верзије
Авион је произведен у три истоветна примерка.

## Оперативно коришћење
Први прототип је предат Министарству у новембру 1937. али је регистрован тек 28. новембра 1938. као OK-EDA

## Земље које су користиле авион
- Чехословачка